# Турян
Ту́рян (болг. Турян) — село в Смолянській області Болгарії. Входить до складу общини Смолян.

## Населення
За даними перепису населення 2011 року у селі проживала 71 особа, з них 66 осіб (97,1%) — болгари.
Розподіл населення за віком у 2011 році:
Динаміка населення: